# Яма, Матия

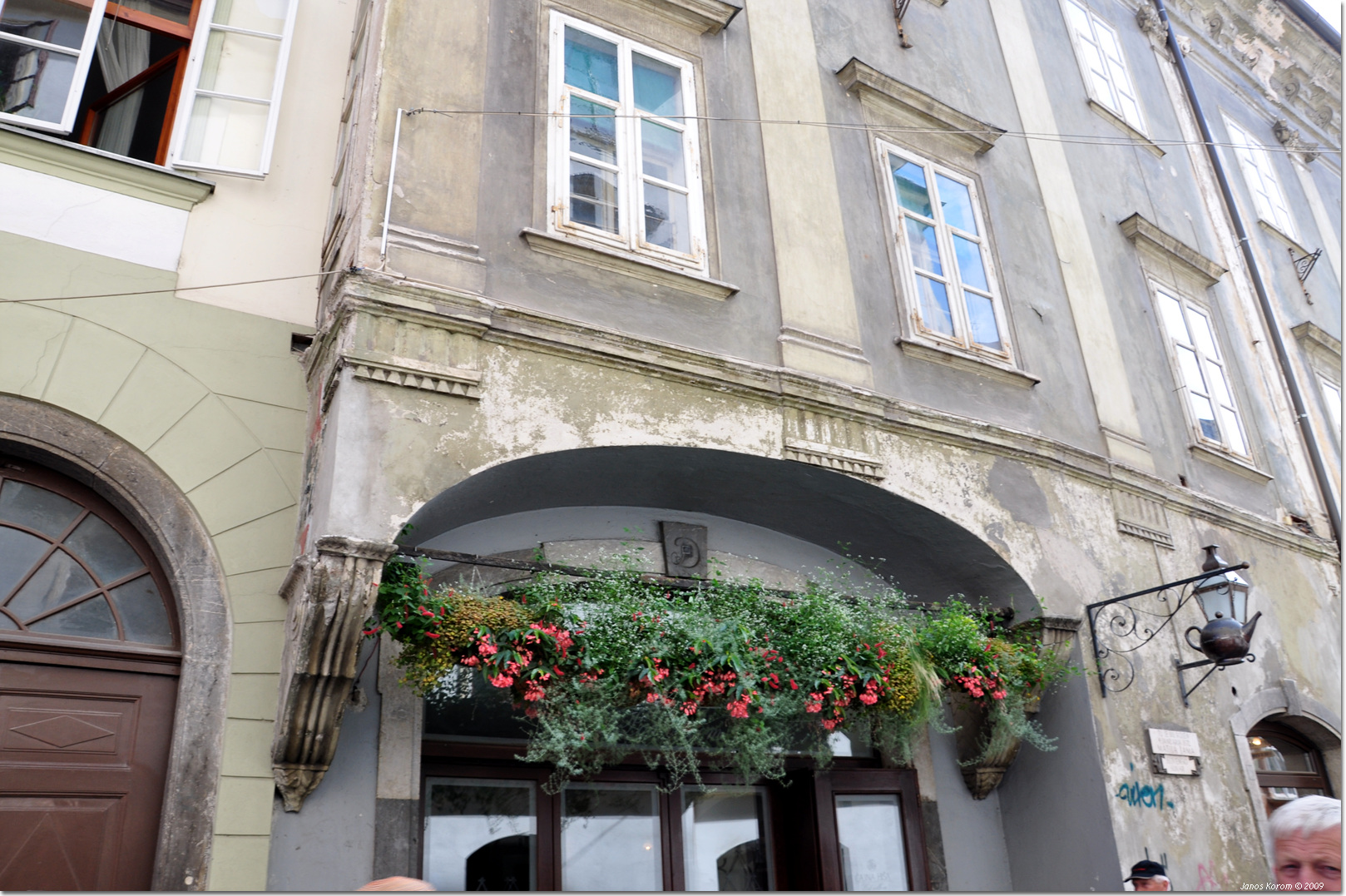
Дом в Любляне, где жил Матия Яма

Матия Яма (словен. Matija Jama; 1872—1947) — словенский художник, один из крупнейших представителей словенского импрессионизма.

## Биография
Родился 4 января 1872 года в Любляне.
Здесь посещал начальную школу и гимназию. Затем вместе с семьей он переехал в Загреб, где стал проявлять интерес к живописи, обучаясь в школе-гимназии. После окончания гимназии Матия поступил на юридический факультет Загребского университета, но в 1890 году бросил учёбу и уехал в Мюнхен, где поступил в частную художественную школу. Спустя два года он вернулся в Любляну, где зарабатывал на жизнь своими рисунками, создавая иллюстрации для журнала Dom in svet.
С целью продолжения образования и при поддержке краевого сейма Крайна, Яма вернулся в 1897 году Мюнхен, где поступил в художественную школу Антона Ажбе. На следующий год он поступил в мюнхенскую художественную академию, но учёбу там не закончил. В 1902 году Матия Яма женился на голландской художнице Luiza van Raders. После этого жил и работал в разных местах Европы — в Австрии, Хорватии, Германии и Нидерландах. Позже вернулся в Словению, некоторое время жил в городах Блед и Волчий Поток. Затем переехал в Рашице и позже осел в Любляне. Сотрудничал с другими словенскими импрессионистами.
Умер 6 апреля 1947 года в Любляне. В честь него названо словенское местечко Jamova cesta недалеко от Любляны.

## Творчество
Преимущественно художник работал маслом, но в конце жизни использовал акварель. Работал иллюстратором и создавал плакаты; иллюстрировал, в частности, книги модернистского писателя Ивана Цанкара. В позднем периоде жизни его кумирами стали импрессионисты, среди которых наиболее влиятельным был Клод Моне. В основном Матия Яма был пейзажистом, писал также ведуты.